# Milionia diva
Milionia diva là một loài bướm đêm trong họ Geometridae.